# Christiane Timerding
Christiane Timerding (auch Christiane Timerding-Mauer; * 1945 in Coburg) ist eine deutsche Schauspielerin, Hörspielsprecherin und Fernsehansagerin.

## Wirken
Christiane Timerding trat von Mitte der 1960er bis Beginn der 1990er Jahre in deutschen Fernsehserien und Fernsehfilmen auf. Unter anderem gehörte sie zu den Hauptdarstellern der Serie Schwäbische Geschichten und wirkte mehrfach in der Fernsehreihe Tatort mit. Aus den Jahren 1978 bis 1981 existieren einige Hörspiele mit ihrer Beteiligung. Sie war zu Beginn der 1990er Jahre als Fernsehansagerin für die ARD tätig.
Christiane Timerding ist die Tochter des Schauspielers Hans Timerding.

## Filmografie (Auswahl)
- 1963: Schwäbische Geschichten (Fernsehserie, 9 Folgen)
- 1971: Echt antik... und anderes (Fernsehfilm)
- 1972: Ein Chirurg erinnert sich (Fernsehserie, 5 Folgen)
- 1973: Tatort: Stuttgarter Blüten (Fernsehreihe)
- 1976: Tatort: Augenzeuge (Fernsehreihe)
- 1978: Tatort: Rot – rot – tot (Fernsehreihe)
- 1980: Achtung Zoll! (Fernsehserie, 1 Folge)
- 1982: Tatort: Blinde Wut (Fernsehreihe)
- 1985: Zirkuskinder
- 1988–1992: Aktenzeichen XY … ungelöst (Fernsehserie, 3 Folgen)
- 1988: Oh Gott, Herr Pfarrer (Fernsehserie, 1 Folge)
- 1990: Der Hammermörder (Fernsehfilm)

## Hörspiele (Auswahl)
- 1978: Hermann Moers: Rudolf Hornbichlers Kampf mit dem Engel – Regie: Heiner Schmidt
- 1979: Josef Guggenmos: Der Kohlkopf und der Kaiser – Regie: Raoul Wolfgang Schnell
- 1979: Juri Walentinowitsch Trifonow: Der Tausch – Regie: Heinz von Cramer
- 1981: Lion Feuchtwanger: Jud Süß (2. Teil) – Regie: Hartmut Kirste